# Hunbaut
Dans le cycle arthurien, Hunbaut est l'un des chevaliers de la Table ronde, compagnon d'armes du roi Arthur ; il est dit aussi qu'il est le cousin de Gauvain, sans que leurs liens soient plus explicités. 
Hunbaut est le personnage éponyme d'un roman d'un auteur anonyme, écrit entre 1250 et 1275 et inachevé ; ce roman en vers, dont il reste 3618 octosyllabes, est tantôt appelé Hunbaut, tantôt Gauvain et Hunbaut. Le texte est conservé dans un seul manuscrit, à la bibliothèque du château de Chantilly.